# 大錦下
大錦下（たいきんげ）は、664年から685年まで日本で用いられた冠位である。26階中9位で上が大錦中、下が小錦上であった。

## 概要
天智天皇3年（664年）2月9日の冠位26階の制で、大花上と大花下の2階を大錦上、大錦中、大錦下の3階に改めて設けられた。大化3年（647年）の制度には大錦という冠位があって、大化5年（649年）に大花上と大花下に分割された経緯があり、大錦下などはその名を復活継承したものである。
天武天皇14年（685年）1月21日に冠位の命名方法が一新したときに廃止された。

## 叙位された人物
『日本書紀』に大錦下の冠位で見える人物には、まず天智天皇10年（671年）1月2日に大錦上の蘇我赤兄とともに殿前で賀正のことを奏した巨勢人がいる。
また、天智天皇10年（671年）1月に亡命百済人に一斉に冠位を授けたとき、大錦下が最高位で、佐平（百済の冠位）の余自信と法官大輔（日本の官職）の沙宅紹明が該当者になった。
天武天皇6年（677年）には、内大錦下の丹比麻呂が摂津職の大夫になった。天武天皇10年（681年）に天皇が帝紀と上古の諸事を記し定めることを命じたとき、指名された12人の中で皇族を除いた臣下の筆頭として大錦下の上毛野三千がいた。三千はその年のうちに死んだが、その時も大錦下であった。羽田八国は、天武天皇12年（683年）から伊勢王に従って諸国の境界画定の事業に携った。
秦綱手は天武天皇9年（680年）に大錦下で没した。『続日本紀』の記事から、笠志太留も大錦下であったことが知られる。
死後の贈位によってこの冠位を受けた人には、天武天皇9年（680年）に死んだ三宅石床がいる。『続日本紀』の記事から、没年不明の坂上熊毛も大錦下を贈位されたことがわかる。
ただし、天武天皇期に大錦下の地位にあった者は既に天智天皇の時代に任ぜられた者に限られ、天武天皇の即位後に任命された者はいない（贈位除く）という虎尾達哉の説がある。これは大臣や後世の議政官に相当する高官を設置せずに権力を自己に集中させた天武天皇にとって、そうした地位に就く資格のある大錦下以上の冠位に臣下が就くことを嫌ったからであるとしている。そして、冠位の改訂で大錦下が廃止された際に大錦下の中で唯一の健在であったとみられる羽田八国は壬申功臣で当時大弁官に在任していたという経歴にもかかわらず、直大参（前制度における小錦上相当）への降格になっているのはこうした天皇の思惑が背景にあったとみられている（八国に対しては降格の代償として他の面での優遇によって補ったとみられている）。
- 巨勢人 - 天智天皇10年（671年）1月2日見。
- 余自信 - 天智天皇10年（671年）1月叙位。佐平
- 沙宅紹明 - 天智天皇10年（671年）1月叙位 - 天武天皇2年（673年）閏6月6日没。法官大輔。外小紫を贈位。
- 丹比麻呂 - 天武天皇6年（677年）10月14日見。摂津職大夫。
- 秦綱手 - 天武天皇9年（680年）5月21日没時。大錦上を贈位。
- 三宅石床 - 天武天皇9年（680年）7月23日贈位。生前は小錦下。
- 上毛野三千 - 天武天皇10年（681年）3月17日見 - 同年8月11日没。『日本書紀』編纂。
- 羽田八国 - 天武天皇12年（683年）12月13日見。諸国の境界画定。
- 坂上熊毛 - 贈位。
- 笠志太留